# Фторид диплутония(IV)-калия
Фторид диплутония(IV)-калия — неорганическое соединение,
двойная соль калия, плутония и плавиковой кислоты с формулой KPu2F9,
кристаллы.

## Физические свойства
Фторид диплутония(IV)-калия образует кристаллы
ромбической сингонии,
пространственная группа P nma,
параметры ячейки a = 0,856 нм, b = 1,133 нм, c = 0,695 нм, Z = 4.